# اندرز بهزاد فرخ‌پیروز
اندرز بهزاد فرخ پیروز نوشته‌ی نویسنده، شاعر و اندیشمند زمان ساسانیان یعنی بهزاد فرخ پیروز است. متن کتاب دارای دو موضوع اصلی است، یکی خِرَد که متن با ستایش آن آغاز می‌گردد. سپس بعد از ذکر چند اندرز کوتاه مطلب از سرگرفته می‌شود. موضوع دیگر دربارهٔ گذرایی و بی اعتباری جهان مادی است. بخشی از متن که در ستایش خرد است، زبان شاعرانه دارد و نگارنده صورت شعری قطعه‌ای از آن را به دست داده است. این قطعه شعر دارای نوعی قافیه یا هم آوایی در آخر ابیات است. بخش اول متن با اندرزنامهٔ خیم و خرد فرخ مرد شباهت دارد. متن آن در متون پهلوی به چاپ رسیده و به فارسی نیز ترجمه شده است.  